# USA:s Grand Prix 2024
USA:s Grand Prix 2024, officiellt Formula 1 Pirelli United States Grand Prix 2024, var ett Formel 1-lopp som kördes den 20 oktober 2024 på Circuit of the Americas i Austin i Texas i USA. Loppet var det nittonde loppet ingående i Formel 1-säsongen 2024 och kördes över 56 varv.
Det var även den fjärde deltävlingen som använde sig av sprintformatet.

## Ställning i mästerskapet före loppet
| Pos. | Förare            | Poäng |
| ---- | ----------------- | ----- |
| 1 ▬  | Max Verstappen    | 331   |
| 2 ▬  | Lando Norris      | 279   |
| 3 ▬  | Charles Leclerc   | 245   |
| 4 ▬  | Oscar Piastri     | 237   |
| 5 ▬  | Carlos Sainz, Jr. | 190   |

| Pos. | Konstruktör           | Poäng |
| ---- | --------------------- | ----- |
| 1 ▬  | McLaren-Mercedes      | 516   |
| 2 ▬  | Red Bull              | 475   |
| 3 ▬  | Ferrari               | 441   |
| 4 ▬  | Mercedes              | 329   |
| 5 ▬  | Aston Martin-Mercedes | 84    |

- Notering: Endast de fem bästa placeringarna i vardera mästerskap finns med på listorna.

## Sprintkvalet
Sprintkvalet kördes den 18 oktober 2024, klockan 16:30 lokal tid (UTC–5), och fastställde startordningen för sprintracet.
| Pos.                    | Nr. | Förare           | Konstruktör                  | Kvaltider | Kvaltider | Kvaltider | Sprint- grid |
| Pos.                    | Nr. | Förare           | Konstruktör                  | SQ1       | SQ2       | SQ3       | Sprint- grid |
| ----------------------- | --- | ---------------- | ---------------------------- | --------- | --------- | --------- | ------------ |
| 1                       | 1   | Max Verstappen   | Red Bull Racing-Honda RBPT   | 1:33.908  | 1:33.290  | 1:32.833  | 1            |
| 2                       | 63  | George Russell   | Mercedes                     | 1:34.125  | 1:33.544  | 1:32.845  | 2            |
| 3                       | 16  | Charles Leclerc  | Ferrari                      | 1:33.647  | 1:33.392  | 1:33.059  | 3            |
| 4                       | 4   | Lando Norris     | McLaren-Mercedes             | 1:33.919  | 1:33.566  | 1:33.083  | 4            |
| 5                       | 55  | Carlos Sainz Jr. | Ferrari                      | 1:34.109  | 1:33.274  | 1:33.089  | 5            |
| 6                       | 27  | Nico Hülkenberg  | Haas-Ferrari                 | 1:34.825  | 1:33.994  | 1:33.183  | 6            |
| 7                       | 44  | Lewis Hamilton   | Mercedes                     | 1:33.840  | 1:33.370  | 1:33.378  | 7            |
| 8                       | 20  | Kevin Magnussen  | Haas-Ferrari                 | 1:34.403  | 1:33.788  | 1:33.398  | 8            |
| 9                       | 22  | Yuki Tsunoda     | RB-Honda RBPT                | 1:34.646  | 1:34.052  | 1:33.802  | 9            |
| 10                      | 43  | Franco Colapinto | Williams-Mercedes            | 1:34.606  | 1:33.952  | 1:34.406  | 10           |
| 11                      | 11  | Sergio Pérez     | Red Bull Racing-Honda RBPT   | 1:34.333  | 1:34.244  | N/A       | 11           |
| 12                      | 10  | Pierre Gasly     | Alpine-Renault               | 1:34.865  | 1:34.363  | N/A       | 12           |
| 13                      | 18  | Lance Stroll     | Aston Martin Aramco-Mercedes | 1:34.324  | Ingen tid | N/A       | 13           |
| 14                      | 14  | Fernando Alonso  | Aston Martin Aramco-Mercedes | 1:34.436  | Ingen tid | N/A       | 14           |
| 15                      | 30  | Liam Lawson      | RB-Honda RBPT                | 1:34.617  | Ingen tid | N/A       | 15           |
| 16                      | 81  | Oscar Piastri    | McLaren-Mercedes             | 1:34.881  | N/A       | N/A       | 16           |
| 17                      | 31  | Esteban Ocon     | Alpine-Renault               | 1:34.917  | N/A       | N/A       | 17           |
| 18                      | 23  | Alexander Albon  | Williams-Mercedes            | 1:35.054  | N/A       | N/A       | 18           |
| 19                      | 77  | Valtteri Bottas  | Kick Sauber-Ferrari          | 1:35.148  | N/A       | N/A       | 19           |
| 20                      | 24  | Zhou Guanyu      | Kick Sauber-Ferrari          | 1:36.472  | N/A       | N/A       | 20           |
| 107 %-gränsen: 1:40.202 |     |                  |                              |           |           |           |              |
| Källor:                 |     |                  |                              |           |           |           |              |

## Sprintracet
Sprintracet kördes den 19 oktober 2024, klockan 13:00 lokal tid (UTC–5), och kördes över 19 varv
| Pos.                                                                               | Nr. | Förare           | Konstruktör                  | Varv | Tid/Bröt  | Placering | Poäng |
| ---------------------------------------------------------------------------------- | --- | ---------------- | ---------------------------- | ---- | --------- | --------- | ----- |
| 1                                                                                  | 1   | Max Verstappen   | Red Bull Racing-Honda RBPT   | 19   | 31:06.146 | 1         | 8     |
| 2                                                                                  | 55  | Carlos Sainz Jr. | Ferrari                      | 19   | +3.882    | 5         | 7     |
| 3                                                                                  | 4   | Lando Norris     | McLaren-Mercedes             | 19   | +6.240    | 4         | 6     |
| 4                                                                                  | 16  | Charles Leclerc  | Ferrari                      | 19   | +6.956    | 3         | 5     |
| 5                                                                                  | 63  | George Russell   | Mercedes                     | 19   | +15.766   | 2         | 4     |
| 6                                                                                  | 44  | Lewis Hamilton   | Mercedes                     | 19   | +18.724   | 7         | 3     |
| 7                                                                                  | 20  | Kevin Magnussen  | Haas-Ferrari                 | 19   | +25.161   | 8         | 2     |
| 8                                                                                  | 27  | Nico Hülkenberg  | Haas-Ferrari                 | 19   | +26.588   | 6         | 1     |
| 9                                                                                  | 11  | Sergio Pérez     | Red Bull Racing-Honda RBPT   | 19   | +29.950   | 11        |       |
| 10                                                                                 | 81  | Oscar Piastri    | McLaren-Mercedes             | 19   | +37.059   | 16        |       |
| 11                                                                                 | 22  | Yuki Tsunoda     | RB-Honda RBPT                | 19   | +38.363   | 9         |       |
| 12                                                                                 | 43  | Franco Colapinto | Williams-Mercedes            | 19   | +39.460   | 10        |       |
| 13                                                                                 | 18  | Lance Stroll     | Aston Martin Aramco-Mercedes | 19   | +41.236   | 13        |       |
| 14                                                                                 | 10  | Pierre Gasly     | Alpine-Renault               | 19   | +41.995   | 12        |       |
| 15                                                                                 | 31  | Esteban Ocon     | Alpine-Renault               | 19   | +42.804   | 17        |       |
| 16                                                                                 | 30  | Liam Lawson      | RB-Honda RBPT                | 19   | +44.008   | 15        |       |
| 17                                                                                 | 23  | Alexander Albon  | Williams-Mercedes            | 19   | +44.564   | PL        |       |
| 18                                                                                 | 14  | Fernando Alonso  | Aston Martin Aramco-Mercedes | 19   | +46.807   | 14        |       |
| 19                                                                                 | 24  | Zhou Guanyu      | Kick Sauber-Ferrari          | 19   | +52.842   | 19        |       |
| 20                                                                                 | 77  | Valtteri Bottas  | Kick Sauber-Ferrari          | 19   | +54.476   | 18        |       |
| Snabbaste varvet: Max Verstappen (Red Bull Racing-Honda RBPT) – 1:37.463 (varv 19) |     |                  |                              |      |           |           |       |
| Källor:                                                                            |     |                  |                              |      |           |           |       |

Noter
1. ↑  Oscar Piastri fick fem sekunders bestraffning för att ha tvingat Pierre Gasly av banan. Han slutgiltiga position påverkades inte av bestraffningen.[5]

## Kvalet
Kvalet kördes den 19 oktober 2024, klockan 17:00 lokal tid (UTC–5), och fastställde startordningen för racet.
| Pos.                    | Nr. | Förare           | Konstruktör                  | Kvaltider | Kvaltider | Kvaltider | Start- grid |
| Pos.                    | Nr. | Förare           | Konstruktör                  | Q1        | Q2        | Q3        | Start- grid |
| ----------------------- | --- | ---------------- | ---------------------------- | --------- | --------- | --------- | ----------- |
| 1                       | 4   | Lando Norris     | McLaren-Mercedes             | 1:33.616  | 1:32.851  | 1:32.330  | 1           |
| 2                       | 1   | Max Verstappen   | Red Bull Racing-Honda RBPT   | 1:33.046  | 1:32.584  | 1:32.361  | 2           |
| 3                       | 55  | Carlos Sainz Jr. | Ferrari                      | 1:33.556  | 1:32.836  | 1:32.652  | 3           |
| 4                       | 16  | Charles Leclerc  | Ferrari                      | 1:33.241  | 1:32.962  | 1:32.740  | 4           |
| 5                       | 81  | Oscar Piastri    | McLaren-Mercedes             | 1:33.864  | 1:33.057  | 1:32.950  | 5           |
| 6                       | 63  | George Russell   | Mercedes                     | 1:33.536  | 1:33.142  | 1:32.974  | PL          |
| 7                       | 10  | Pierre Gasly     | Alpine-Renault               | 1:33.550  | 1:33.162  | 1:33.018  | 6           |
| 8                       | 14  | Fernando Alonso  | Aston Martin Aramco-Mercedes | 1:33:973  | 1:33.429  | 1:33.309  | 7           |
| 9                       | 20  | Kevin Magnussen  | Haas-Ferrari                 | 1:33.564  | 1:33.474  | 1:33.481  | 8           |
| 10                      | 11  | Sergio Pérez     | Red Bull Racing-Honda RBPT   | 1:33.611  | 1:33.020  | No time   | 9           |
| 11                      | 22  | Yuki Tsunoda     | RB-Honda RBPT                | 1:33.795  | 1:33.506  | N/A       | 10          |
| 12                      | 27  | Nico Hülkenberg  | Haas-Ferrari                 | 1:33.601  | 1:33.544  | N/A       | 11          |
| 13                      | 31  | Esteban Ocon     | Alpine-Renault               | 1:33.986  | 1:33.597  | N/A       | 12          |
| 14                      | 18  | Lance Stroll     | Aston Martin Aramco-Mercedes | 1:34.033  | 1:33.759  | N/A       | 13          |
| 15                      | 30  | Liam Lawson      | RB-Honda RBPT                | 1.33.339  | No time   | N/A       | 19          |
| 16                      | 23  | Alexander Albon  | Williams-Mercedes            | 1:34.051  | N/A       | N/A       | 14          |
| 17                      | 43  | Franco Colapinto | Williams-Mercedes            | 1:34.062  | N/A       | N/A       | 15          |
| 18                      | 77  | Valtteri Bottas  | Kick Sauber-Ferrari          | 1:34.152  | N/A       | N/A       | 16          |
| 19                      | 44  | Lewis Hamilton   | Mercedes                     | 1:34.154  | N/A       | N/A       | 17          |
| 20                      | 24  | Zhou Guanyu      | Kick Sauber-Ferrari          | 1:34.228  | N/A       | N/A       | 18          |
| 107 %-gränsen: 1:39.559 |     |                  |                              |           |           |           |             |
| Källor:                 |     |                  |                              |           |           |           |             |

Noter
1. ↑  George Russell kvalade på sjätte plats, men fick starta loppet från depån, då hans bil modifierats under parc fermé.[6]
2. ↑  Liam Lawson fick starta loppet lägst bak på startgriden för att ha överskridit sin kvot av power units.[6][7]
3. ↑  Zhou Guanyu fick fem platsers nedflyttning för att ha tagit en fjärde energy store.[6]

## Loppet
Loppet kördes den 20 oktober 2024, klockan 14:00 lokal tid (UTC–5), och kördes över 56 varv.
| Pos.                                                                 | Nr. | Förare           | Konstruktör                  | Varv | Tid/Bröt    | Placering | Poäng |
| -------------------------------------------------------------------- | --- | ---------------- | ---------------------------- | ---- | ----------- | --------- | ----- |
| 1                                                                    | 16  | Charles Leclerc  | Ferrari                      | 56   | 1:35:09.639 | 4         | 25    |
| 2                                                                    | 55  | Carlos Sainz Jr. | Ferrari                      | 56   | +8.562      | 3         | 18    |
| 3                                                                    | 1   | Max Verstappen   | Red Bull Racing-Honda RBPT   | 56   | +19.412     | 2         | 15    |
| 4                                                                    | 4   | Lando Norris     | McLaren-Mercedes             | 56   | +20.354     | 1         | 12    |
| 5                                                                    | 81  | Oscar Piastri    | McLaren-Mercedes             | 56   | +21.921     | 5         | 10    |
| 6                                                                    | 63  | George Russell   | Mercedes                     | 56   | +56.295     | PL        | 8     |
| 7                                                                    | 11  | Sergio Pérez     | Red Bull Racing-Honda RBPT   | 56   | +59.072     | 9         | 6     |
| 8                                                                    | 27  | Nico Hülkenberg  | Haas-Ferrari                 | 56   | +1:02.957   | 11        | 4     |
| 9                                                                    | 30  | Liam Lawson      | RB-Honda RBPT                | 56   | +1:10.563   | 19        | 2     |
| 10                                                                   | 43  | Franco Colapinto | Williams-Mercedes            | 56   | +1:11.979   | 15        | 1     |
| 11                                                                   | 20  | Kevin Magnussen  | Haas-Ferrari                 | 56   | +1:19.782   | 8         |       |
| 12                                                                   | 10  | Pierre Gasly     | Alpine-Renault               | 56   | +1:30.558   | 6         |       |
| 13                                                                   | 14  | Fernando Alonso  | Aston Martin Aramco-Mercedes | 55   | +1 varv     | 7         |       |
| 14                                                                   | 22  | Yuki Tsunoda     | RB-Honda RBPT                | 55   | +1 varv     | 10        |       |
| 15                                                                   | 18  | Lance Stroll     | Aston Martin Aramco-Mercedes | 55   | +1 varv     | 13        |       |
| 16                                                                   | 23  | Alexander Albon  | Williams-Mercedes            | 55   | +1 varv     | 14        |       |
| 17                                                                   | 77  | Valtteri Bottas  | Kick Sauber-Ferrari          | 55   | +1 varv     | 16        |       |
| 18                                                                   | 31  | Esteban Ocon     | Alpine-Renault               | 55   | +1 varv     | 12        |       |
| 19                                                                   | 24  | Zhou Guanyu      | Kick Sauber-Ferrari          | 55   | +1 varv     | 18        |       |
| Ret                                                                  | 44  | Lewis Hamilton   | Mercedes                     | 1    | Snurrade    | 17        |       |
| Snabbaste varvet: Esteban Ocon (Alpine-Renault) – 1:37.330 (varv 53) |     |                  |                              |      |             |           |       |
| Källor:                                                              |     |                  |                              |      |             |           |       |

Noter
1. ↑  Lando Norris kom på tredje plats, men fick fem sekunders bestraffning för att ha lämnat banan och tagit fördel av det.[10]
2. ↑  Pierre Gasly fick fem sekunders bestraffning för att ha lämnat banan och tagit fördel av det. Hans slutgiltiga position påverkades inte av bestraffningen.[11]
3. ↑  Yuki Tsunoda fick fem sekunders bestraffning för att ha tvingat Alexander Albon av banan. Hans slutgiltiga position påverkades inte av bestraffningen.[12]

## Ställning i mästerskapet efter loppet
| Pos. | Förare            | Poäng |
| ---- | ----------------- | ----- |
| 1 ▬  | Max Verstappen    | 354   |
| 2 ▬  | Lando Norris      | 297   |
| 3 ▬  | Charles Leclerc   | 275   |
| 4 ▬  | Oscar Piastri     | 247   |
| 5 ▬  | Carlos Sainz, Jr. | 215   |

| Pos. | Konstruktör           | Poäng |
| ---- | --------------------- | ----- |
| 1 ▬  | McLaren-Mercedes      | 544   |
| 2 ▬  | Red Bull              | 504   |
| 3 ▬  | Ferrari               | 496   |
| 4 ▬  | Mercedes              | 344   |
| 5 ▬  | Aston Martin-Mercedes | 86    |

- Notering: Endast de fem bästa placeringarna i vardera mästerskap finns med på listorna.